# Гребля Ваді-Хам
Гребля Ваді-Хам – інженерна споруда на північному сході Об’єднаних Арабських Еміратів, у еміраті Фуджейра.
Гребля, яку ввели в дію у 1983 році, знаходиться за кілька кілометрів на захід від околиць міста Фуджейра та виконує функції живлення водоносних горизонтів (затримання на певний час води епізодичних дощів дозволяє забезпечити Її максимальне всотування у алювіальні породи русла) та захисту від повеней.
Гребля виконана як земляна споруда висотою до 16 метрів, довжиною 2800 метрів та шириною по основі 92 метра. Вона має дві відокремлені головні ділянки, відстань між якими дещо менша за кілометр, а також розташовані між ними у сідловинах дві водопереливні секції загальною довжиною 180 метрів та пропускною здатністю 2590 м3/с. 
Гребля може утримувати тимчасове водосховище об’ємом 7 (за іншими даними – 10) млн м3, при цьому максимальна площа його  поверхні становить 1,6 км2. Водозбірний басейн греблі має площу 211 км2.
Від греблі починається дериваційний канал довжиною понад 1,1 км, який веде до водосховища об’ємом 1,5 млн м3 з площею поверхні 8 гектарів, створеного в 2002 році за допомогою греблі Ваді-Хам 16D заввишки 6,5 метра.
Також можливо відзначити, що вище по течії Ваді-Хам в 2001-му створені греблі Ваді-Хам 16В та Ваді-Хам 16С заввишки 4,2 та 4,1 метра відповідно, які призначені для стабілізації потоку води під час повені.